# Großsteingräber bei Steden
Die Großsteingräber bei Steden sind drei zwischen 3500 und 2800 v. Chr. entstandene megalithische Grabanlagen der jungsteinzeitlichen Trichterbecherkultur (TBK) bei Steden, einem Ortsteil der Gemeinde Holste im Landkreis Osterholz (Niedersachsen). Grab 1 trägt die Sprockhoff-Nummer 627, Grab 2 die Nummer 628.

## Lage
Die drei Gräber liegen östlich von Steden in einem Waldstück. Grab 2 befindet sich 230 m östlich von Grab 1, Grab 3 450 m südlich. Die Gräber 1 und 2 sind eingebunden in den Vorgeschichtsweg Seemoor bei Steden, zu dem unter anderem auch ein Hügelgräberfeld und ein Schalenstein gehören.

## Beschreibung

### Grab 1

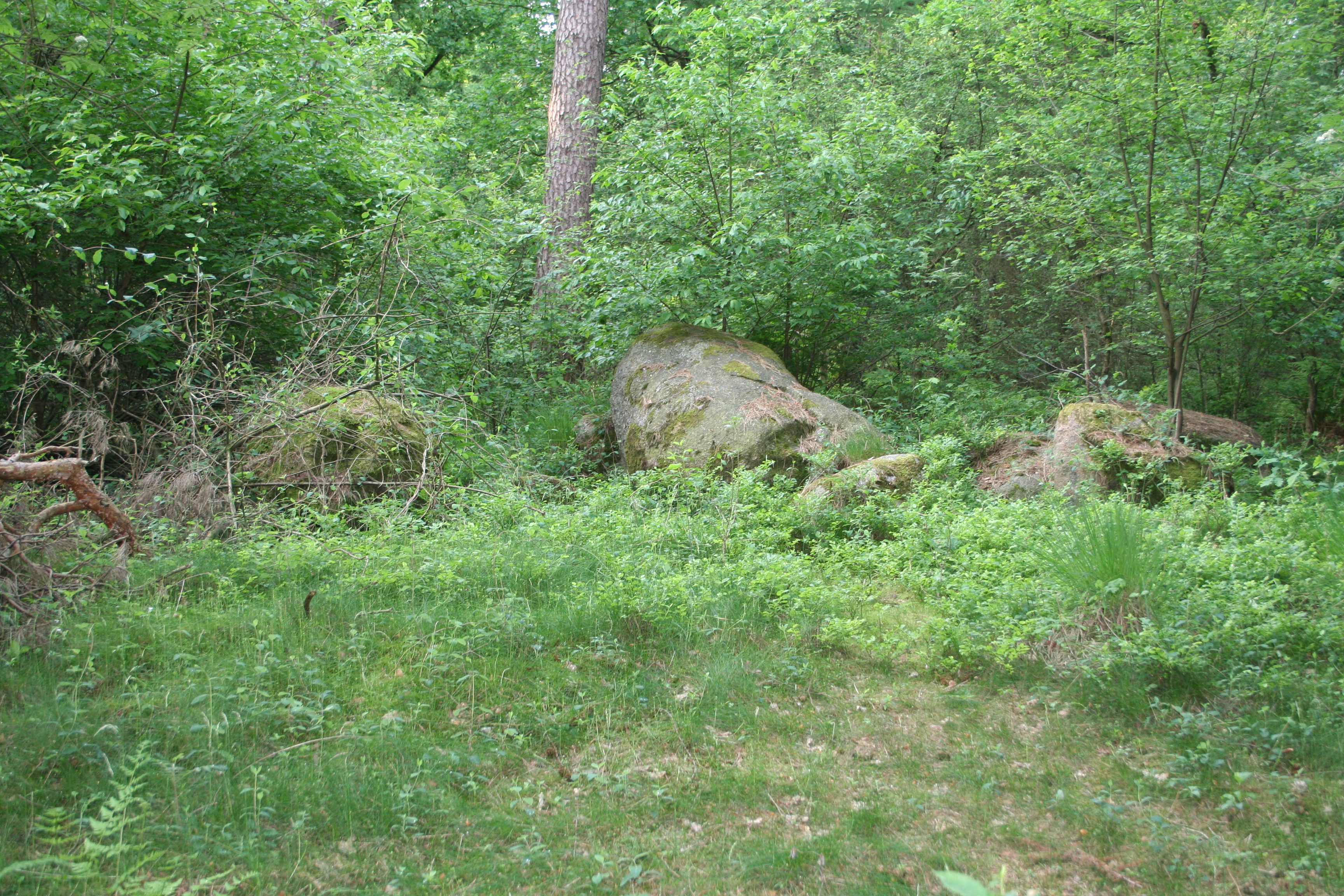
Grab 1

Die Anlage besitzt eine flache, runde Hügelschüttung. Hierin befindet sich eine nordost-südwestlich orientierte Grabkammer, bei der es sich nach Ernst Sprockhoff um ein Ganggrab handelt. Sie hat eine Länge von 5,5 m und eine Breite von 1,5 m. In ihrem ursprünglichen Zustand besaß sie vier Wandsteinpaare an den Langseiten, je einen Abschlussstein an den Schmalseiten und vier Decksteine. Der südwestliche Abschlussstein, drei Wandsteine der nordwestlichen und die beiden mittleren Wandsteine der südöstlichen Langseite stehen noch in situ. Der von Nordosten aus gesehen erste Stein der Nordwestseite ist nach innen gekippt. Die restlichen Wandsteine fehlen. Die drei erhaltenen Decksteine sind ins Innere der Kammer gestürzt, wobei der mittlere noch auf einem Wandstein aufliegt. Der Zugang zur Grabkammer scheint an der Mitte der südöstlichen Langseite zu liegen.

### Grab 2

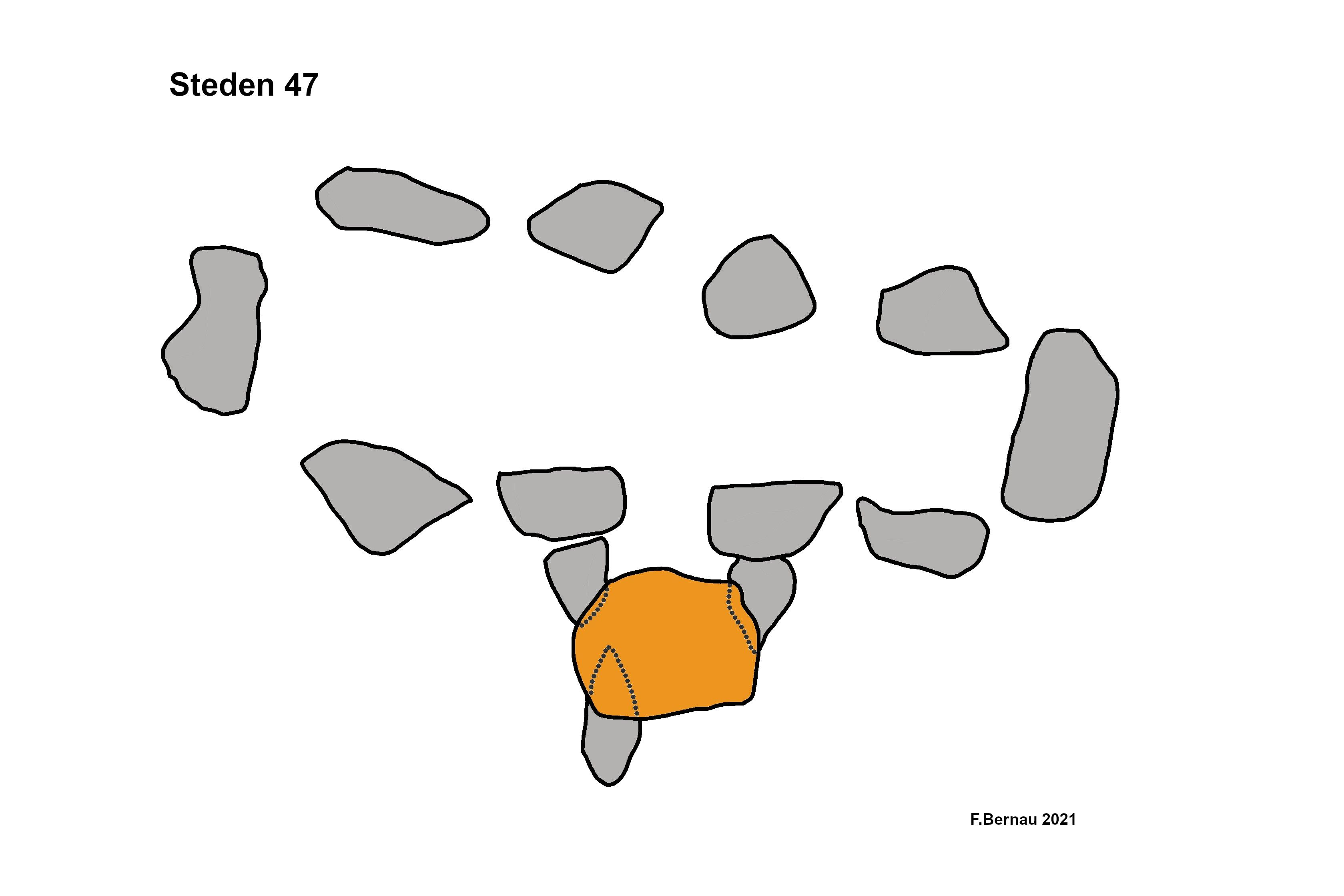
Grundriss von Grab 2

Grab 2 besitzt ebenfalls eine flache, runde Hügelschüttung. Die west-östlich orientierte Grabkammer, bei der es sich um ein Ganggrab handelt, ist 6,5 m lang und 1,5 m breit. Sie besaß in ihrem ursprünglichen Zustand vier Wandsteinpaare an den Langseiten, je einen Abschlussstein an den Langseiten, vier Decksteine und einen Gang an der Mitte der Südseite, der aus zwei Wandsteinpaaren und zwei Decksteinen bestand. Bei der Aufnahme des Grabes durch Ernst Sprockhoff im Jahr 1967 waren noch beinahe alle Wandsteine vorhanden, lediglich ein Stein des Ganges fehlte. Die Abschlusssteine und die beiden westlichen Wandsteinpaare der Kammer standen noch in situ, die vier östlichen Wandsteine waren leicht verlagert. Die Decksteine hingegen fehlten fast vollständig. Lediglich ein Bruchstück des östlichen Decksteins lag im Inneren der Kammer.
Von August bis Oktober 1975 führte Jürgen Deichmüller an dieser Anlage eine Ausgrabung durch. Er stellte dabei in der Kammer ein Bodenpflaster und Reste von Zwickelmauerwerk fest. Vor dem Eingang fand er Reste von Feuerstellen und zertretene Keramik.

Funde aus Grab 2
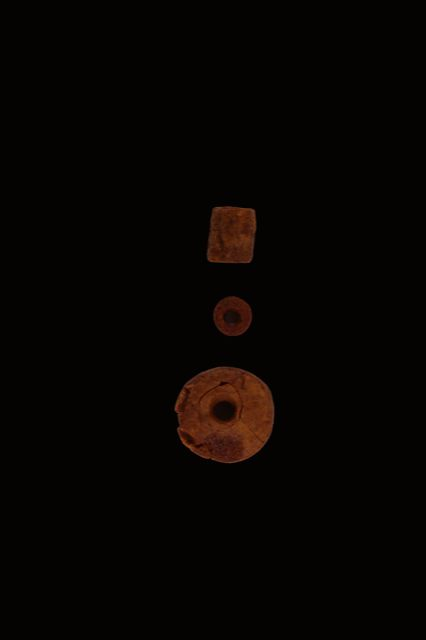
Bernsteinperlen
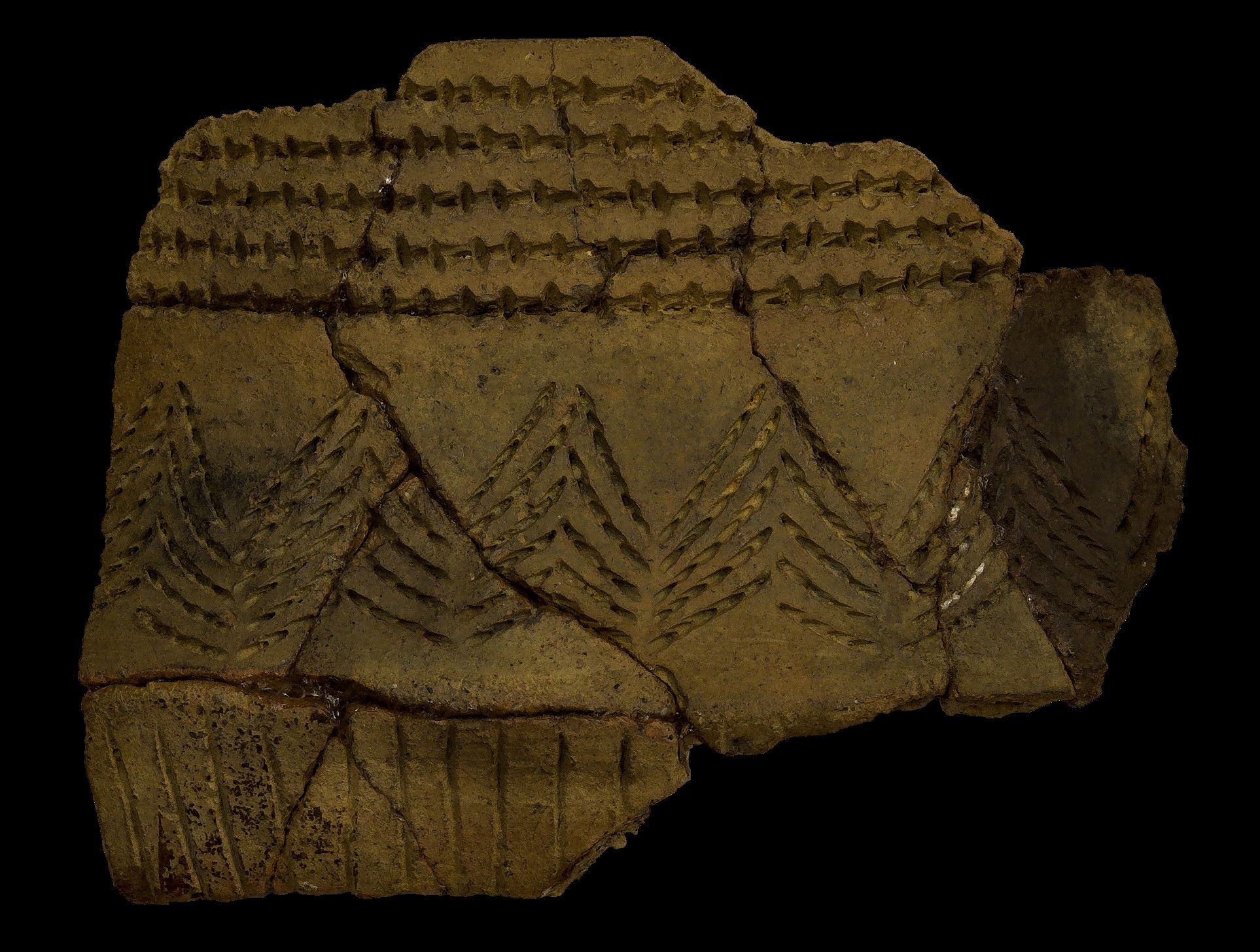
Keramikscherbe
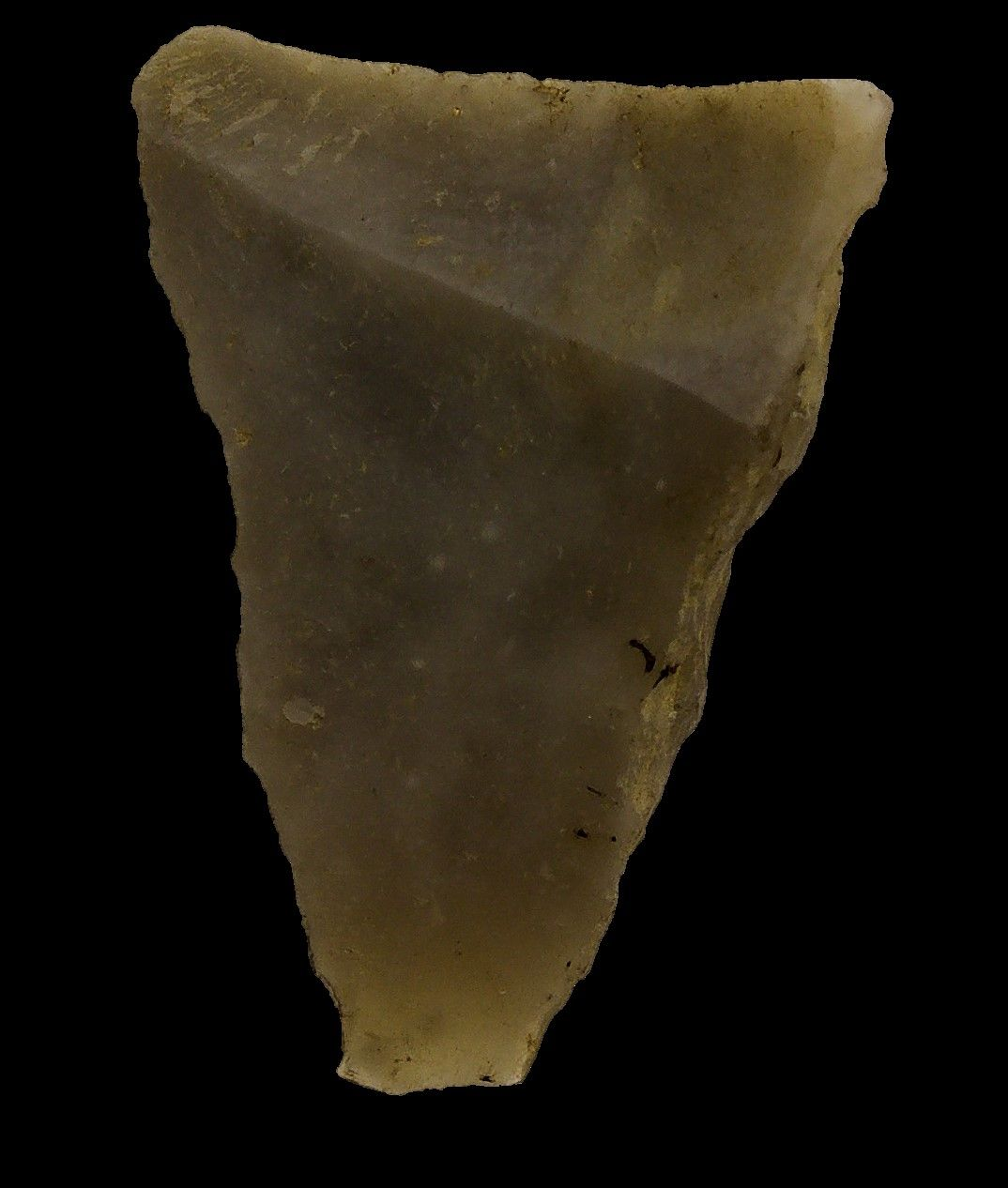
Querschneider

### Grab 3

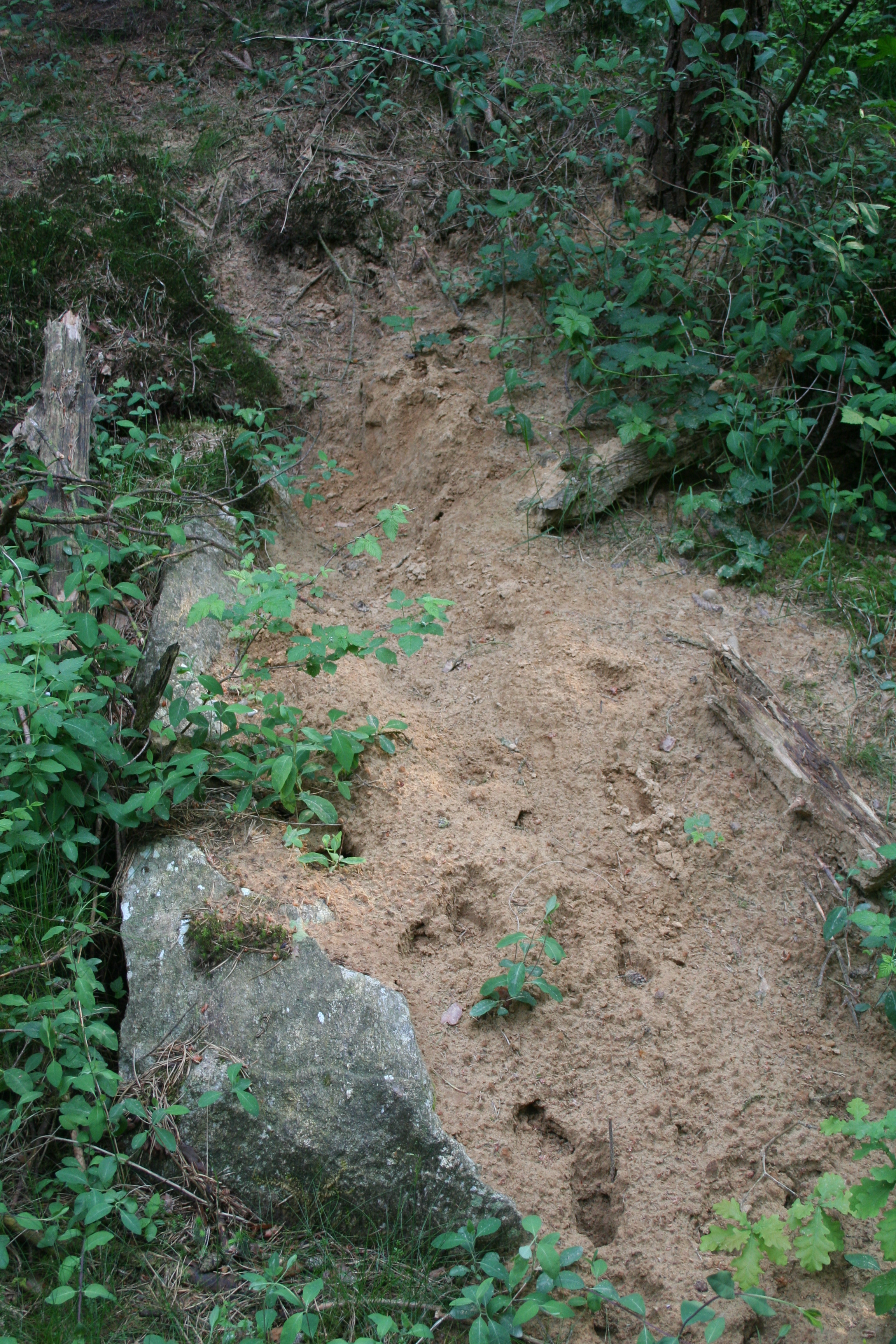
Grab 3

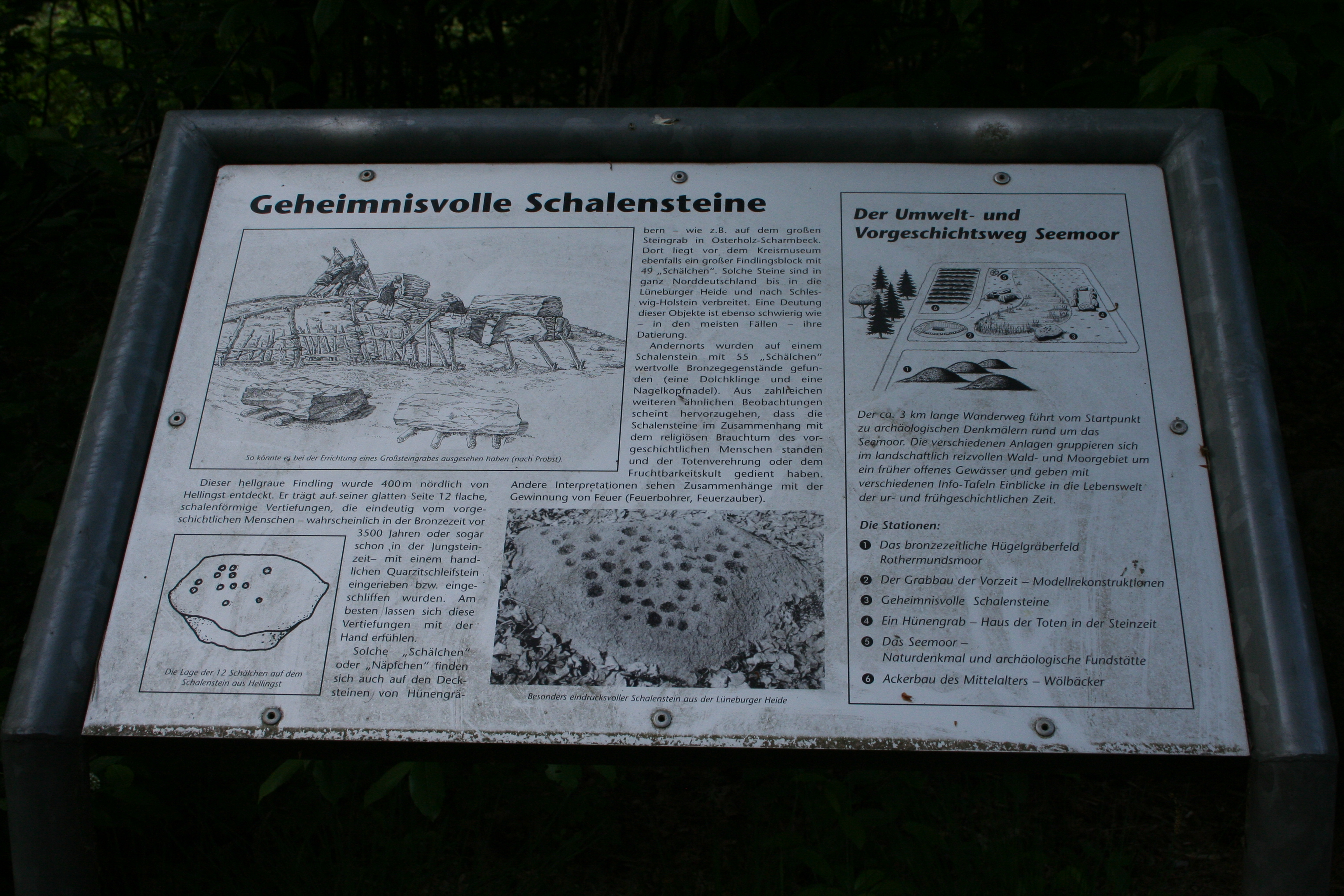
Hinweisschild am Schalenstein von Hellingst

Das dritte Grab ist sehr schlecht erhalten. Es besitzt eine kleine runde Hügelschüttung, die noch eine maximale Höhe von 0,5 m aufweist. In der Mitte des Hügels befindet sich eine tiefe Mulde. In dieser liegen noch einige Steine, darunter einer, der ein Sprengloch aufweist.